# Géomatique
 (avril 2024).
La géomatique (mot issu de la contraction des termes « géographie » et « informatique ») regroupe l'ensemble des outils et méthodes permettant d'acquérir, de représenter, d'analyser et d'intégrer des données géographiques. La géomatique consiste donc en au moins trois activités distinctes : collecte, traitement et diffusion des données géographiques.
La géomatique est étroitement liée à l'information géographique, qui est la représentation d'un objet ou d'un phénomène localisé dans l'espace. Le domaine de la géomatique englobe les SIG et les dépasse.
Les professionnels travaillant à l'étude de la géomatique et de ses logiciels sont appelés des géomaticiens (chef de projet ou ingénieur en système d'information géographique, administrateur SIG, technicien cartographe ou en traitement des données, gestionnaire de bases de données spatiales, architecte SIG…).

## Histoire
Le terme « géomatique » a été proposé à la fin des années 1960 par le scientifique français Bernard Dubuisson, un géomètre et photogrammètre, afin de refléter ce que devenait la réalité de cette profession à cette époque.
Le terme a été employé pour la première fois dans une circulaire du ministère français de l'équipement et du logement en date du 1er juin 1971, qui créait une commission permanente de la géomatique au sein du comité central des travaux géographiques,,.
Au Canada, Michel Paradis, un arpenteur-géomètre québécois, fut le premier à utiliser ce terme dans un article publié en 1981 dans la revue Le Géomètre canadien et en avril 1982 dans une conférence prononcée à titre de conférencier invité au congrès du centenaire de l'Association canadienne d'arpentage. L'auteur y soutenait qu'au sortir du XXe siècle les besoins en informations géographiques prendraient une ampleur sans précédent dans l'histoire et que, pour y répondre adéquatement, il devenait nécessaire d'intégrer dans une nouvelle discipline les disciplines traditionnelles de l'arpentage, les moyens et méthodes modernes de captage, de traitement, de stockage et de diffusion des données.
Cette discipline est issue de la géographie et des développements de l'informatique. C'est l'Université Laval, à Québec, qui aurait été (en 1986) la première à l'enseigner comme discipline à part entière, dans un « Département des sciences géomatiques ».

## Collecte des données géographiques
Il s'agit de constituer un référentiel représentant au mieux la réalité de terrain (voir : topographie, géodésie, cartographie, géographie).
Il existe plusieurs méthodes :
- la photographie aérienne, dont la version exploitable, après correction des aberrations optiques et erreurs de parallaxe, s'appelle orthophotographie. La science regroupant les techniques de création de ces images est la photogrammétrie ;
- l'image satellite (type SPOT, Landsat, Ikonos…) exploitée par télédétection ;
- le relevé direct sur le terrain, fait en utilisant des méthodes de topométrie, et souvent effectué à l'aide de terminaux équipés de GPS qui permettent de saisir en même temps l'objet géographique et sa localisation ;
- la numérisation de documents papier déjà existants, par exemple le cadastre français au format EDIGEO, propriété de la Direction Générale des Finances Publiques (DGFiP).

## En France
Les grands producteurs de référentiels français sont :
- la DGFiP pour le cadastre ;
- l'IGN ;
- le BRGM ;
- l'IFN ;
- le SHOM ;
- OpenStreetMap ;
- et diverses sociétés spécialisées comme NAVTEQ ou TeleAtlas pour les données routières.

L'AFIGéO (Association française pour l'information géographique) indique dans son bilan de l'année 2004 du secteur de l'information géographique une explosion des usages et un défi d'avenir autour de nouveaux métiers. Il existe un mensuel spécialisé sur le thème des systèmes d'information géographique, ainsi qu'une revue bimestrielle traitant de la géomatique : Géomatique Expert.

### Formation
- De nombreux établissements forment en géomatique au niveau du BTS géomètre-topographe (Bac+2) . Il faut noter que, selon les enseignements et les stages, certains élèves peuvent être diplômés de ce BTS sans jamais avoir abordé la géomatique. Dans ces cas, une période d'adaptation est donc à prévoir en entreprise. Il est toujours possible d'opter pour la formation par alternance.
- Plusieurs universités françaises forment en géomatique, généralement en licence professionnelle (Bac+3) et en master 2 (Bac+5, anciennement DESS). Il existe parfois des formations Bac+4.
- L'École nationale des sciences géographiques (ENSG , Champs-sur-Marne) se distingue, car non seulement elle forme des BTS et des licences professionnelles, mais elle forme aussi au niveau Bac+5 (« ingénieurs de la fonction publique ») des candidats ayant réussi un concours de la fonction publique. Cette situation est en tous points comparable à celle, par exemple, de l'École nationale de la météorologie qui forme des BTS mais aussi des ingénieurs de la fonction publique.
- Depuis 2019, Sorbonne Université propose un parcours professionnel « Géomatique 3D et Aménagement Durable » au Master Géographie, Aménagement, Environnement et Développement[7].

Quatre écoles d'ingénieurs forment également en France des ingénieurs géomaticiens :
- Polytech Lille, mention ingénieur en géomatique et génie urbain ;
- l'École supérieure des géomètres et topographes ( ESGT , Le Mans ) ;
- l'Institut national des sciences appliquées de Strasbourg (INSA Strasbourg), mention ingénieur topographe ou Master professionnel en géomatique mention systèmes d’information spécialité géomatique ;
- l'École spéciale des travaux publics, du bâtiment et de l'industrie (ESTP Paris), mention licence professionnelle projeteur calculateur BTP ou mention ingénieur topographe.

D'autres établissement publics et privés comme le Greta 89 ou l'Institut du Développement de la Géomatique (IDGEO) proposent sur des périodes plus courtes des formations qualifiantes pour apprendre le métier de technicien géomaticien . 

## Traitement informatique des données géographiques
Le traitement des données géographiques est souvent effectué dans des logiciels spécialisés appelés SIG (systèmes d'information géographique, en anglais GIS) — il en existe une petite dizaine: ArcGIS d'ESRI, Mon Territoire de la société Sogefi, GeoConcept de la société éponyme, Intr@Geo de la société Géosphère, MapInfo importé par Pitney Bowes, StarGIS, Apic et Elyx de la société STAR-APIC, GeoMedia de chez Intergraph, AutoCad Map chez Autodesk ou bien Articque Solutions avec Mapanddata et Cartes & Données. D'autres logiciels existent sur des métiers plus ciblés, comme EdiTop de chez Sirap pour les communes, etc. Les logiciels SIG étant souvent chers, ce domaine connait une croissance exponentielle des logiciels libres[réf. nécessaire] tels que Grass, Jump, Udig, QGIS, GvSIG, NASA World Wind…
L'intérêt d'un SIG dépendant fortement des données (elles aussi très chères), les SIG évoluent lentement vers des architectures « n-tiers » interopérables grâce au respect de normes de services web édictées par un regroupement mondial des éditeurs, l'Open Geospatial Consortium (OGC). Internet joue donc un rôle de plus en plus important dans le développement des SIG, en particulier grâce à des logiciels libres tels que MapServer, souvent plus performant que les alternatives payantes.
Enfin, les SIG professionnels reposent sur des bases de données géographiques telles qu'Oracle spatial, ArcSDE, ou PostGIS. La base de données géographique PostGIS est très puissante, libre, et gratuite.
Le but de ces outils est non seulement de pouvoir afficher les informations géographiques sur différents référentiels (par exemple, superposer une orthophotographie aux parcelles cadastrales), mais aussi de réaliser des croisements (existe-t-il une corrélation entre l'habitat social et la petite délinquance ?), d'interroger les bases (où se trouve la borne d'incendie n° 342Z, quel est son débit d'eau et comment y va-t-on ?), de créer des cartes synthétiques ou thématiques, etc.
Toutefois, pour ne pas trop charger la carte, les croisements ne peuvent dépasser 3 ou 4 variables par carte. Au-delà, il faut faire plusieurs cartes, ou, si les variables sont nombreuses, s’orienter vers des techniques comme l'iconographie des corrélations, pour une représentation sur un graphe unique.

## Diffusion de l'information géographique
La diffusion des données traitées peut se faire selon plusieurs moyens : soit au travers de clients légers comme les navigateurs Internet, la production d'atlas cartographiques, les systèmes de navigation embarqués à bord des véhicules, etc.
La plupart des grandes entreprises, administrations, et collectivités locales sont, à l'heure actuelle, équipées de logiciels SIG pour gérer l'information géographique sur leur territoire de compétences.
Une tendance émergente apparaît avec la géocollaboration et certaines sciences participatives qui produisent des données sous forme cartographique.

## Domaines d'application
Les domaines pour lesquels peut s'appliquer la géomatique sont nombreux, avec par exemple :
- Géographie
- Démographie
- Environnement
- Topographie
- Navigation
- Géomarketing
- Hydrographie
- Foresterie
- Pêche (halieutique)
- Aménagement du territoire et Urbanisme
- Gestion de la périurbanisation et du foncier
- Agriculture, Pédologie, Agronomie
- Gestion des risques
- Gestion des ressources naturelles
- Sciences de la Vie et de la Terre
- Sciences humaines et sociales (SHS)
- Épidémiologie
- Éco-épidémiologie
- Gestion cynégétique
- Météorologie
- Observatoires (des transports, du paysage, climat, de l'environnement, etc.)
- Photo-interprétation
- Commerce
- Statistiques
- Cartographie
- Occupation du sol
- Collecte des ordures ménagères
- Archéologie

## Vidéo
Les déjeuners de l'ISH et de l'ENS de Lyon : Des cartes et des images